# Graham (Carolina do Norte)
Graham é uma cidade localizada no estado norte-americano de Carolina do Norte, no Condado de Alamance.

## Demografia
Segundo o censo norte-americano de 2000, a sua população era de 12.833 habitantes.
Em 2006, foi estimada uma população de 14.144, um aumento de 1311 (10.2%).

## Geografia
De acordo com o United States Census Bureau tem uma área de
21,0 km², dos quais 21,0 km² cobertos por terra e 0,0 km² cobertos por água.

## Localidades na vizinhança
O diagrama seguinte representa as localidades num raio de 12 km ao redor de Graham.